# Glen Canyon gát
A Glen Canyon gát ívelt, betonból készült gát a Colorado folyón, az Amerikai Egyesült Államokban, Arizona állam északi részén, Page város mellett.
A gátnak kettős szerepe van: a Colorado folyó szabályozása és a villamosáram-termelés. A gáthoz kapcsolódó tároló a Powell-tó, mely az ország második legnagyobb mesterséges tava és egyben a Colorado folyó meghosszabbítása Utah államba. A gátat a Glen Canyonról nevezték el, mely színes szurdokok sorozata és egy része most a tároló alatt van.
A gát építése 1956-ban kezdődött és 1966-ban fejeződött be. Az 1983-as nagy árvíz idején majdnem összedőlt.
A gát jelentősen megváltoztatta a Colorado folyó alsó szakaszát és a környezetet.
A tárolóból nagy mennyiségű víz párolog el, átlagosan 1,06 km³ , ami a Colorado folyó víztömegnek 6-8%-a.
Az építkezés során az építőanyag szállításokhoz szükség volt egy hídra. 1967-ben megépítették a Glen Canyon hidat, amely egy acél ívhíd és építése idején a legmagasabb volt a világon.
A gát mellett két alagutat is építettek, amelyek elkerülik a gátat és a folyó szabályozására használhatók.
A gátnál épített vízerőmű úgynevezett cash register erőmű, ami azt jelenti, hogy az itt termelt áram eladásából fedezték az építések költségeit, illetve finanszírozzák az erőmű karbantartását. Az erőmű csúcserőműként is funkcionál, ami azt jelenti, hogy hirtelen megnövekedett fogyasztáskor „besegít” a normális áramellátásba.

## Főbb jellemzők
- A gát az alaptól a pereméig 220 méter magas, hossza 480 méter
- A folyó alsó szintje feletti magassága 178 m[5]
- A gát az alapjánál 91 m szélességű
- A gát tengerszint feletti magassága 1132 méter
- A gátat két túlfolyó és négy nagynyomású alagútműtárgy védi az ártól[6]
- A vízerőmű kapacitása 1296 megawatt
- 26,4 km-re van a Lee-révtől.

## Üdülőterület
A gát létrehozásával létrejött a Powell-tó, amely a Amerikai Egyesült Államok második legnagyobb mesterséges tava. A sivatagban létrehozott tó számos üdülési lehetőséget nyújt az ide látogatóknak.
Az üdülőparkot évente közel 2 millióan látogatják.
Lehetőségek: csónakázás, jetski, horgászat, vízisíelés, lakóhajóbérlés.
Kirándulási lehetőségek: 
- kishajóval a Rainbow Bridge-hez,
- hajóval a Glen Canyon patkó alakú kanyarulatához, a Horseshoe Bend-hez és a Lee-révhez[8]
- autóval a Antilop-kanyonhoz.

## Képgaléria

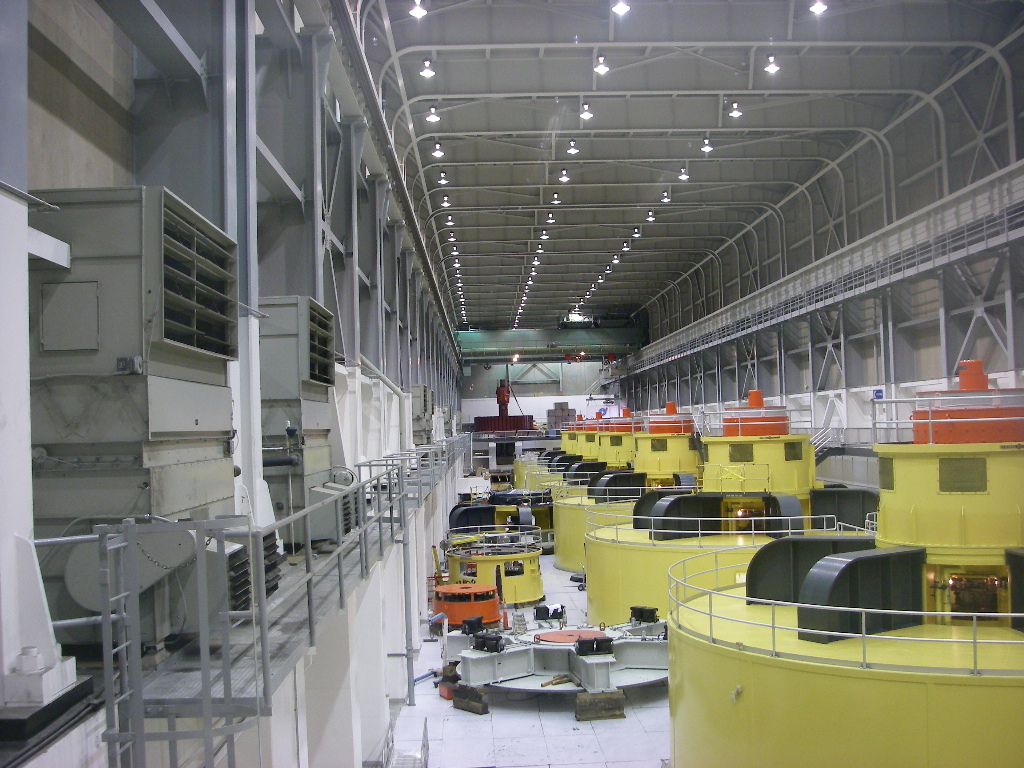
A vízerőmű belseje
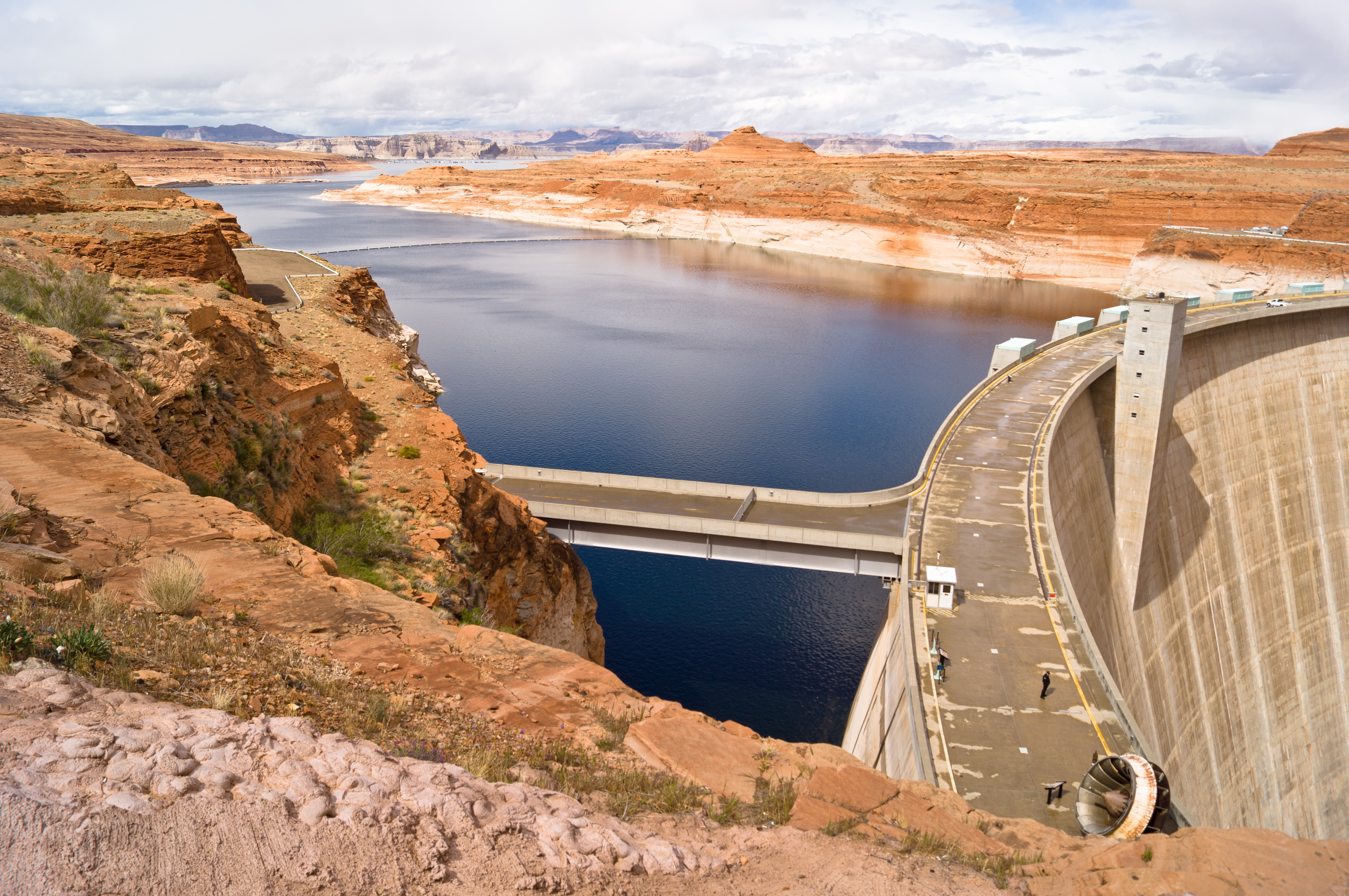
A gát és a Powell-tó
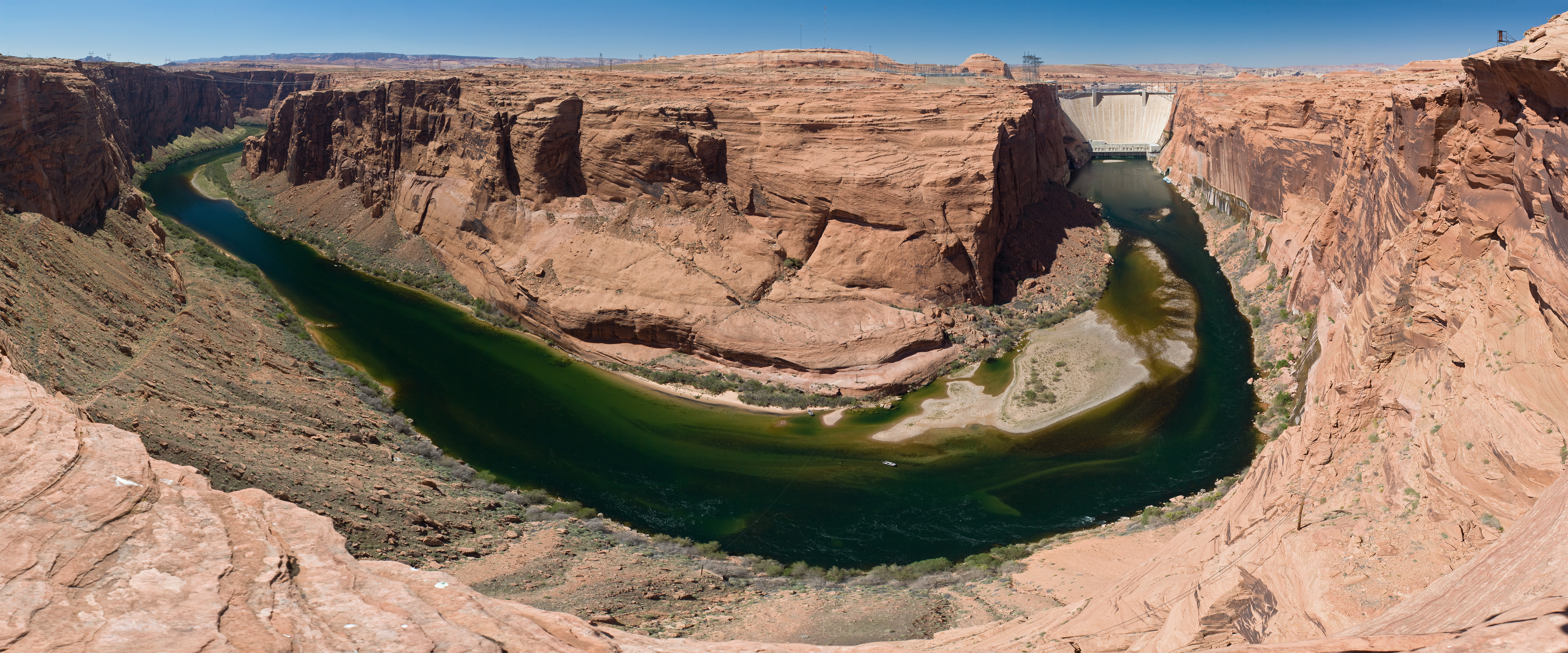
A Colorado patkó alakú kanyarulata a gáttal
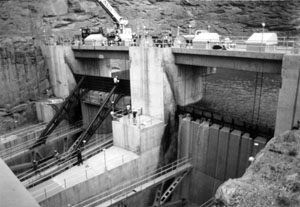
Átfolyó a gátnál

## Fordítás
Ez a szócikk részben vagy egészben  a   Glen Canyon Dam című angol Wikipédia-szócikk ezen változatának fordításán alapul.  Az eredeti cikk szerkesztőit annak laptörténete sorolja fel. Ez a jelzés csupán a megfogalmazás eredetét és a szerzői jogokat jelzi, nem szolgál a cikkben szereplő információk forrásmegjelöléseként.